# بنیامین ویر
بنیامین ویر (Benjamin Weir) روحانی پروتستان که او را در مه ۱۹۸۴ سه مرد مسلح ربودند. ویر از سال ۱۹۵۸ در لبنان می‌زیست و احتمالاً در لبنان احساس امنیت می‌کرده‌است. او در بخش شیعه‌نشین بیروت زندگی می‌کرد و از نزدیک با گروه‌های مختلف خیریه و امدادی همکاری می‌کرد. دو روز پس از آدم‌ربایی، یک تماس گیرنده تلفنی که ادعا می‌کرد از جهاد اسلامی هست مسئولیت این آدم‌ربایی را با هدف "تجدید پذیرش چالش ریگان و تایید بیانیه‌مان … "ما اجازه نمی‌دهیم حتی یک آمریکایی در خاک لبنان بماند" برعهده گرفت. ویر شانزده ماه بعد، یک روز پس از تحویل دومین محموله سلاح از اسرائیل به ایران، شامل ۴۰۸ ضدتانک تاو (ر.ک. ماجرای مک‌فارلین) در ۲۴ شهریور ۱۳۶۴ (۱۵ سپتامبر ۱۹۸۵) آزاد گردید.
او در ۱۴ اکتبر ۲۰۱۶ در سن ۹۲ سالگی درگذشت.